# Regina (Nowy Meksyk)
Regina – jednostka osadnicza w Stanach Zjednoczonych, w stanie Nowy Meksyk, w hrabstwie Sandoval.